# Наконечний Олександр Григорович
Олекса́ндр Григо́рович Наконе́чний (нар.9 січня 1946) в селі Красне Обухівського району Київської області.  — український кібернетик та педагог, доктор фізико-математичних наук, професор. Академік АНВШ України (1996), третій президент АНВШ України.

## Життєпис
В 1962 році закінчив міське професійно технічне училище № 4 при Київському заводі верстатів-автоматів імені Горького за спеціальністю слюсар-складальник. В 1964 році закінчив 11 класів вечірньої школи робітничої молоді в селищі Буча Київської області Києво-Святошинського району.
В 1969 р. закінчив механіко-математичний факультет Київського університету ім. Т. Шевченка, спеціалізувався на кафедрі теорії ймовірностей. З 1969 по 1970 р. працював в лабораторії математичного програмування при факультеті кібернетики, інженером-програмістом. З 1970 по 1975 — асистент, з 1975 по 1984 — доцент, з 1984–1996 — професор кафедри моделювання складних систем. 1996 кафедра змінила назву на кафедру системного аналізу та теорії прийняття рішень факультету кібернетики. В 1973 р. захистив кандидатську дисертацію «Моментні функції старших порядків випадкових процесів» (науковий керівник-академік НАН України, доктор фізико-математичних наук, професор А. В. Скороход). В 1981 захистив докторську дисертацію за спеціальністю математична кібернетика «Мінімаксне оцінювання функціоналів від розв'язків рівнянь з частинними похідними».
Олександр Григорович Наконечний є членом редколегій багатьох наукових журналів. Голова спеціалізованих рад із захисту докторських дисертацій (1995–1997, 2005–2007). Він — член Національного Комітету із автоматичного керування, Президент Академії наук вищої школи України.

## Наукова діяльність
Основні напрями наукових досліджень пов'язані із проблемами прийняття рішень в умовах невизначеності та проблемами системного аналізу процесів різної природи
Автор понад 200 наукових робіт, трьох монографій та чотирьох навчальних посібників. Керував Україно-Американським CRDF-проектом (КНУ ім. Тараса Шевченка — Єльський університет) з 1997 по 1999 рр., Україно-Шведським проектом (КНУ ім. Тараса Шевченка — Стокгольмський Королівський технологічний інститут) з 2001 по 2003 рр. Починаючи з 2000 р. постійно очолює програмний комітет Міжнародної конференції «Проблеми прийняття рішень в умовах невизначеності».
В галузі прикладної математики створив власну наукову школу, підготував 20 кандидатів та 6 докторів наук.

## Нагороди
- 1976 - Лауреат Премії молодих вчених Київського державного університету імені Тараса Шевченка

- 2000 - лауреат нагороди Ярослава Мудрого АН ВШ України

- 2007 - нагороджений Почесною грамотою МОН України

- 2009 - Заслужений працівник освіти України

- 2011 - Державна премія України в галузі науки і техніки 2011 року — за цикл наукових праць «Конструктивна теорія моделювання, аналізу та оптимізації систем з неповними даними та її застосування» (у складі колективу)[2]
- 2015 - премія КНУ імені Тараса Шевченка

- 2016 - лауреат нагороди Святого Володимира АНВШ України.